# Ferrari 312 S
La 312 S è un'autovettura da competizione prodotta dalla Ferrari nel 1958 in un solo esemplare.

## Il contesto e le competizioni
Il modello montava un motore con sigla interna “Tipo 142”. L'unico esemplare prodotto era dotato di un autotelaio che in Ferrari era conosciuto come “Tipo 524”, e possedeva un telaio che aveva la sigla interna “0744”. Quest'ultimo fu poi montato sulla 412 S.
La 312 S prese parte ad una sola gara, il Gran Premio di Spa, che si disputò il 18 maggio 1958. Alla guida della vettura c'era Olivier Gendebien, che si ritirò al quarto giro per problemi al cambio.

## Caratteristiche tecniche
Il motore era un V12 a 60° anteriore e longitudinale. L'alesaggio e la corsa erano rispettivamente 73 mm e 58,8 mm, che portavano la cilindrata totale a 2953,21 cm³. Il rapporto di compressione era 9,4:1. La potenza massima erogata dal propulsore era di 320 CV a 8400 giri al minuto.
La distribuzione era formata da un doppio albero a camme in testa che comandava due valvole per cilindro. L'alimentazione era assicurata da sei carburatori di marca Weber e modello 42 DCN. L'accensione era singola, ed il relativo impianto comprendeva due magneti. La lubrificazione era a carter secco, mentre la frizione era multidisco.
Le sospensioni anteriori erano indipendenti ed erano costituite da dei quadrilateri trasversali oltre che da molle elicoidali; le sospensioni posteriori erano formate invece da un ponte De Dion, doppi puntoni, una balestra trasversale ed una barra stabilizzatrice. Entrambe avevano installato ammortizzatori telescopici. I freni erano a tamburo, mentre la trasmissione era formata da un cambio a quattro rapporti più la retromarcia. Lo sterzo era a vite senza fine e settore dentato.
Il telaio era tubolare in acciaio, mentre la carrozzeria era spider a due posti.
La velocità massima raggiunta dalla “312 S” era di 280 km/h.